# Nazioni coinvolte nella seconda guerra mondiale
Numerosi paesi parteciparono alla seconda guerra mondiale, più che in ogni altra guerra precedente.
Alcuni presero parte al conflitto direttamente, attaccando o venendo attaccati, altri si limitarono ad inviare contingenti più o meno numerosi (come le nazioni del Commonwealth) senza subire danni sul proprio territorio.

In questa lista sono considerate come partecipanti anche le nazioni che furono usate come basi d'appoggio dagli Alleati (come l'Islanda).
Di seguito i paesi partecipanti (è indicata la data di ingresso nel conflitto):

## Asse

### Potenze principali
- Germania (1º settembre 1939 - 8 maggio 1945)
- Italia (10 giugno 1940 - 8 settembre 1943)
  -  Libia Italiana (10 giugno 1940 - 13 maggio 1943)
  -  Africa Orientale Italiana (10 giugno 1940 - 27 novembre 1941)

- Giappone (9 dicembre 1941 - 2 settembre 1945)

### Potenze secondarie
- Ungheria (20 novembre 1940 - 4 aprile 1945)
- Romania (23 novembre 1940 - 30 agosto 1944)
- Bulgaria (1º marzo 1941 - 16 settembre 1944)
- Jugoslavia (25 marzo - 27 marzo 1941)

### Paesi alleati
- Finlandia (25 giugno 1941 - 5 settembre 1944) (cobelligerante)
- Thailandia (21 dicembre 1941 - giugno 1944)
- Iraq (18 aprile - 30 maggio 1941)

### Paesi satellite

#### In Europa
- Slovacchia (1 settembre 1939 - 4 aprile 1945)
- Croazia (10 aprile 1941 - 8 maggio 1945)
- Protettorato italiano del Regno d'Albania (12 aprile 1939 - 8 settembre 1943)
- Governo di Vichy (10 luglio 1940 - 3 settembre 1944)
- Stato ellenico (1941 - 1944)
- Repubblica di Lokot (1941 - 1943)
- Consiglio Centrale Bielorusso (1 marzo 1943 - 3 luglio 1944)
- Repubblica Sociale Italiana (23 settembre 1943 - 25 aprile 1945)

#### In Asia
- Governo dell'India Libera (21 ottobre 1943 - 15 agosto 1945)
- Seconda Repubblica filippina (1943 - 1945)
- Manchukuo (Manciuria; 8 dicembre 1941 - 15 agosto 1945)
- Mengjiang (8 dicembre 1941 - 15 agosto 1945)
- Repubblica di Nanchino (8 dicembre 1941 - 15 agosto 1945)
- Stato di Birmania (1 agosto 1943 - 23 aprile 1945)
- Impero del Vietnam (9 marzo 1945 - 25 agosto 1945)

## Alleati

### Alleanza originaria del 1939
- Polonia (1º settembre 1939)
- Francia (3 settembre 1939)
  -  Impero coloniale francese (3 settembre 1939)
    -  Algeria francese (3 settembre 1939)
    -  Tunisia francese (3 settembre 1939)
    -  Marocco francese (3 settembre 1939)
    -  Africa occidentale francese (3 settembre 1939)
    -  Africa equatoriale francese (3 settembre 1939)
    -  Indocina francese (3 settembre 1939)
    -  Mandato del Camerun (3 settembre 1939)
    -  Mandato della Siria (3 settembre 1939)
- Regno Unito (3 settembre 1939) e colonie dell'Impero britannico
  -  Somalia britannica (3 settembre 1939)
  -  Regno d'Egitto (3 settembre 1939)
  -  Transgiordania (3 settembre 1939)
  -  Rhodesia Settentrionale (3 settembre 1939)
  -  Rhodesia Meridionale (3 settembre 1939)
  -  Nyasaland (3 settembre 1939)
  -  Nepal  (4 settembre 1939)
  -  Tonga (4 settembre 1939)
  -  Bahrein (10 settembre 1939)
  -  Oman (10 settembre 1939)
  -  Kuwait (11 settembre 1939)
  -  Mandato della Palestina (3 settembre 1939)
  -  Sudan Anglo-Egiziano (3 settembre 1939)
- Dominion dell'Impero britannico:
  -  Australia (3 settembre 1939)
    -  Territorio di Papua (3 settembre 1939)
    -  Territorio della Nuova Guinea (3 settembre 1939)

  -  India Britannica (3 settembre 1939)
  -  Nuova Zelanda (3 settembre 1939)
  -  Terranova (4 settembre 1939)
  -  Sudafrica (6 settembre 1939)
    -  Mandato dell'Africa del Sud Ovest (6 settembre 1939)

  -  Canada (10 settembre 1939)

### Belligeranti dopo ladrôle de guerre
- Danimarca (8 aprile 1940) e territori danesi:
  -  Groenlandia (9 aprile 1940)
  -  Isole Fær Øer (12 aprile 1940)
- Norvegia (8 aprile 1940)
- Belgio (10 maggio 1940) e colonie:
  -  Congo Belga (10 maggio 1940)
  -  Mandato del Ruanda-Urundi (10 maggio 1940)
- Lussemburgo (10 maggio 1940)
- Paesi Bassi (10 maggio 1940)
  -  Impero coloniale olandese (10 maggio 1940)
- Grecia (28 ottobre 1940)
- Regno di Jugoslavia (27 aprile 1941)

### Belligeranti dopo l'attacco all'Unione Sovietica
- Unione Sovietica (22 giugno 1941; fino a questa data persegue una politica di espansione territoriale in Europa orientale in accordo con la Germania sulla base del Patto Molotov-Ribbentrop)
- Repubblica popolare di Tuva (25 giugno 1941 - 11 ottobre 1944)
- Panama (7 dicembre 1941)

### Belligeranti dopo l'attacco di Pearl Harbor
- Stati Uniti (8 dicembre 1941)
  -  Commonwealth delle Filippine (8 dicembre 1941)
- Costa Rica (8 dicembre 1941)
- Repubblica Dominicana (8 dicembre 1941)
- El Salvador (8 dicembre 1941)
- Haiti (8 dicembre 1941)
- Honduras (8 dicembre 1941)
- Nicaragua (8 dicembre 1941)
- Repubblica di Cina (9 dicembre 1941)
- Cuba (9 dicembre 1941)
- Cecoslovacchia (governo in esilio, 16 dicembre 1941)
- Messico (22 maggio 1942)
- Brasile (22 agosto 1942)
- Etiopia (14 dicembre 1942)
- Iraq (17 gennaio 1943)
- Bolivia (7 aprile 1943)
- Iran (9 settembre 1943)

### Belligeranti nella fase finale della guerra
- Italia (13 ottobre 1943)
- Colombia (26 novembre 1943)
- Liberia (27 gennaio 1944)
- Romania (25 agosto 1944)
- Bulgaria (8 settembre 1944)
- San Marino (21 settembre 1944)
- Albania (26 ottobre 1944)
- Ungheria (20 gennaio 1945)
- Ecuador (2 febbraio 1945)
- Paraguay(7 febbraio 1945)
- Perù (12 febbraio 1945)
- Uruguay (15 febbraio 1945)
- Venezuela (15 febbraio 1945)
- Turchia (23 febbraio 1945)
- Libano (27 febbraio 1945)
- Arabia Saudita (1º marzo 1945)
- Finlandia  (3 marzo 1945)
- Cile  (11 aprile 1945)
- Argentina (27 marzo 1945)
- Mongolia (9 agosto 1945)

### Governi in esilio che ebbero parte attiva al conflitto
- Cina comunista  (1937 - 1º settembre 1945)
- Francia Libera (18 giugno 1940 - 25 agosto 1944)
  -  Africa Equatoriale Francese (18 giugno 1940 - 25 agosto 1944)
  -  Siria e Libano (8 giugno 1941 - 22 novembre 1943)
  -  Africa Occidentale Francese (8 novembre 1942 - 25 agosto 1944)
  -  Algeria francese (8 novembre 1942 - 25 agosto 1944)